# ダーティ・マティーニ (バーレスクパフォーマー)
ダーティ・マティーニ（英語: Dirty Martini）はニューヨークを本拠としているバーレスクパフォーマー、ピンナップモデル、ダンス教師である。  
派手で過剰なパフォーマンスにより非常によく知られている。しばしばファンダンス、バルーンダンス、7つのヴェールの踊り、シャドウ・ストリッピングなど古典的なバーレスクのスタイルと、50年代風のピンナップイメージを組み合わせたショーを行っている。  
マティーニはニューヨークを初めとする北アメリカやヨーロッパで、カーネギーホールから毎週ゲイ向けレザーバーで行われるバーレスクウィークエンドまで、さまざまな会場で定期的に出演をしている。 2004年にミス・エキゾティック・ワールドに選ばれた。  

## 経歴
ダーティ・マティーニはリンダ・マラシーニとして、オペラ歌手でヴィジュアルアーティストの母とバンドのディレクターの父の間に生まれ、ニュージャージー州で育った。 6歳の頃からダンスを学んでいる。ニューヨーク州立大学パーチェス校に通いながら振付の技術を身につけ、ダンスパフォーマンスの学士号(BFA)を取得して卒業した。

### パフォーマンス

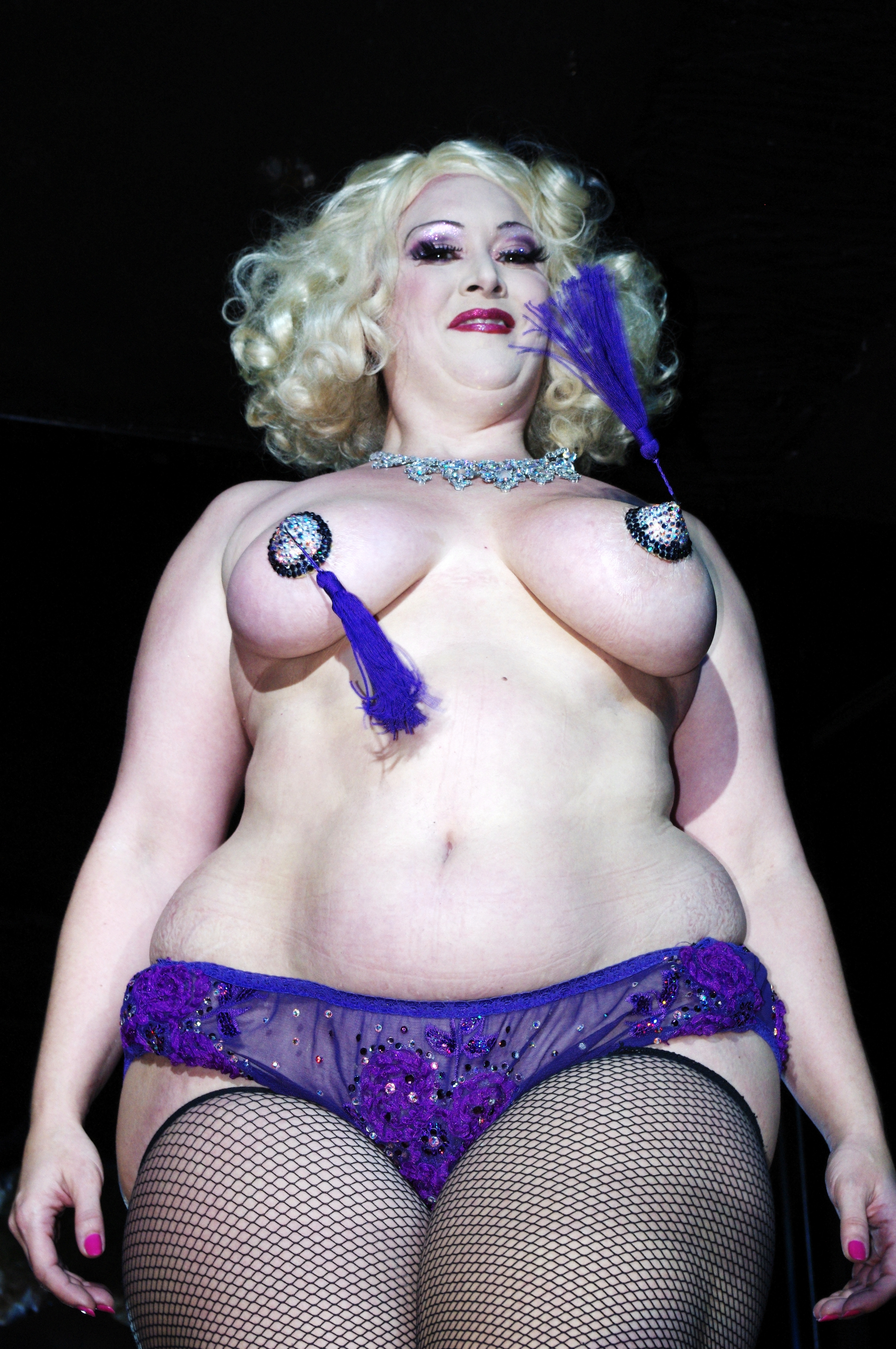
コパカバーナ・クラブで2011年にパフォーマンスするダーティ・マティーニ。

マティーニはニューヨークに引っ越してから演劇やモダンダンスのグループで活動するようになった。ソロパフォーマンスで自分の身体の豊満さをうまく活用するのに役立つようなスタイルを探っていた時、昔のバーレスクの映像を見かけた。マティーニはファンダンスのショーを作って上演するようになった。 
2001年5月、マティーニはニューオーリンズで新しく始まったバーレスク大会、ティーズ＝オ＝ラマ("Tease-o-rama")でショーを行った。同年、ミス・エキゾティック・ワールド2001でファンダンスによりサリー・ランド賞を受賞した。2003年のミス・エキゾティック・ワールドでは次点となり、2004年のミス・エキゾティック・ワールドではタイトルを取り、さらにタッセル回しでジェニー・リー賞も得た。 
マティーニはコメディアンでドラァグキングであるマリー・ヒルやバーレスクパフォーマーであるジュリー・アトラス・ミュズと協働した他、Red Tide Bloomingでは劇作家でパフォーマーのテイラー・マックと、Bad ReputationやNew York Valuesではペニー・アーケイドと共演した。2007年にはバーレスクスタイルのヴァラエティショーであるThe Sensuous Womanでマーガレット・チョーと共演した。

### テレビ及び映画

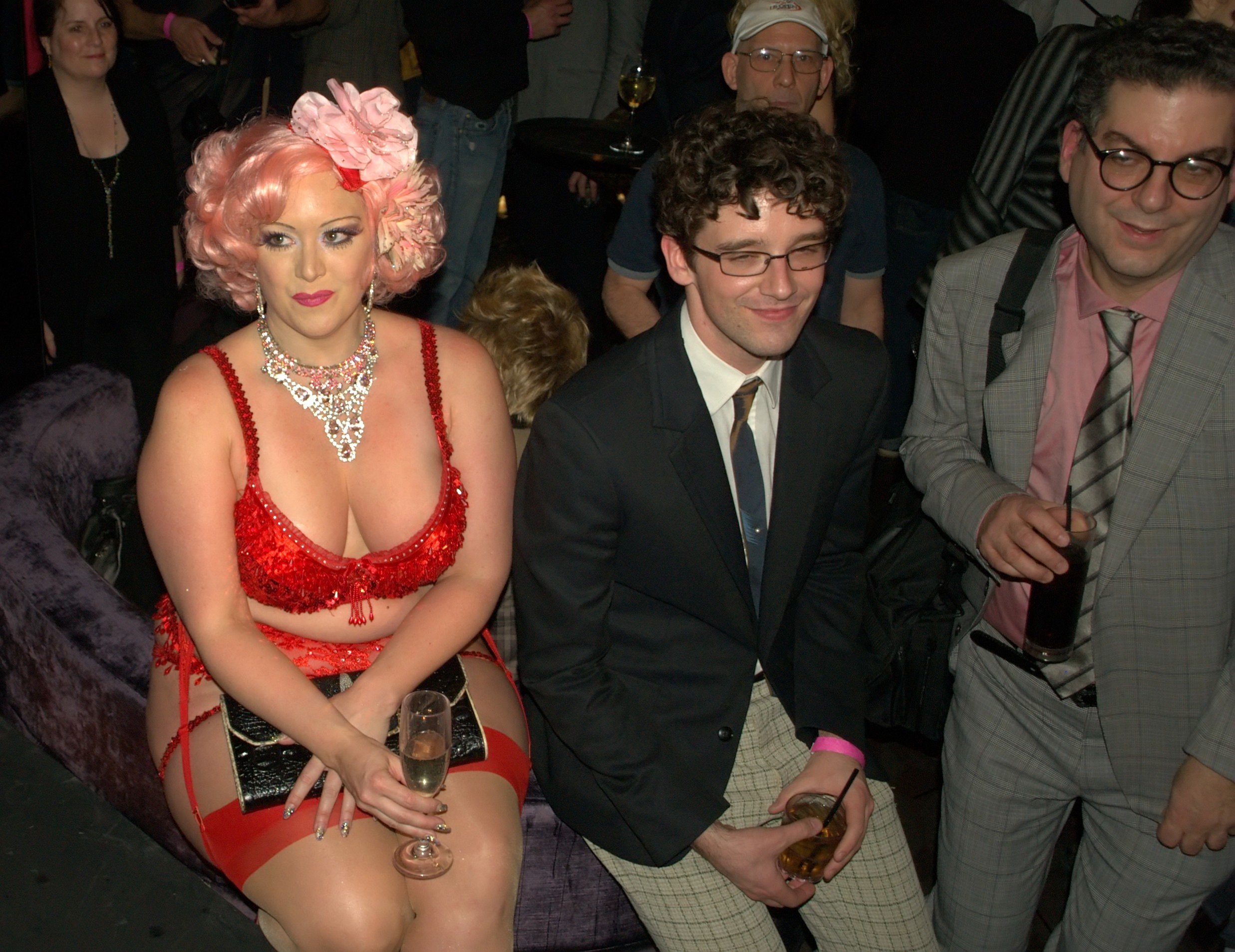
2010年にニューヨークのパーティでマイケル・ユーリー及びマイケル・マストと同席するダーティ・マティーニ。

マティーニはAMCのテレビシリーズ"Into Character"、2003年のドキュメンタリーThe Velvet Hammer Burlesque、2006年のジョン・キャメロン・ミッチェル監督による映画『ショートバス』、ミッチェルが監督したシザー・シスターズのミュージックビデオ"Filthy/Gorgeous"に出演した。  
マティーニについては2本のドキュメンタリーが作られている。2009年にはイバン・デル・カンポが短編Dirty Martiniを撮り、2010年にセルビアで行われたフリーネットワールド国際映画祭で最優秀ドキュメンタリー賞を受賞した。2010年にはゲイリー・ビーバーが長編Dirty Martini and the New Burlesqueでマティーニとニュー・バーレスクで活動する仲間のパフォーマーを撮った。  
マティーニはイモデスティ・ブレーズ、キャサリン・デリッシュ、サタンズ・エンジェル、ミシェル・ラムーアなどとともにドキュメンタリー映画Burlesque Undressedに出演し、またディクシー・エヴァンズのバーレスク・ホール・オヴ・フェイム博物館(旧エキゾティック・ワールド博物館)の歴史を追ったExotic World & the Burlesque Revivalにも登場している。  
マティーニはバーレスクパフォーマーであるミミ・ル・ムー、キトゥン・オン・ザ・キーズ、ジュリー・アトラス・ミュズ、イーヴィ・ラヴェル、ロッキー・ルーレットとともに、2010年にマチュー・アマルリックが監督し、カンヌ国際映画祭で賞を取った映画『さすらいの女神たち』に出演した。映画ポスターにはマティーニの姿のドローイングも用いられた。

### 刊行物
マティーニはジェシカ・クラスコックによる本Striptease, from Gaslight to Spotlight (2003)、ミシェル・ボールドウィンによる本Burlesque, The New Bump and Grind (2004)、カタリナ・ボッセによる写真集New Burlesqueに登場している。リン・サリーによる本Neo-Burlesque: Striptease as Transformation (2021)においては表紙および第3章「制御不可能性としてのバーレスク：ダーティ・マティーニと隠れたウインクの政治的有用性(Burlesque as Unruly: Dirty Martini and the Political Efficacy of an Invisible Wink)」で取り上げられている。 
2010年春のV Magazineで、シャネルのメゾンにおけるカール・ラガーフェルドのファッション写真に登場した。